# Berghoffer József
Berghoffer József (Pest, 1859. szeptember 13. – Fiume, 1896. február 4.) főgimnáziumi igazgató.

## Életútja
A gimnáziumot Pozsonyban, Egerben és Budapesten, nyelvészeti tanulmányait a budapesti egyetemen végezte, ahol 1881-ben középiskolai tanképesítő, 1888-ban pedig bölcselettudori oklevelet nyert. 1882-től a fiumei magyar főgimnáziumnak rendes tanára, 1889-től ugyanezen intézet helyettes igazgatója és a fiumei állami iskolák helyi tanfelügyelője volt.
A Teuffenbach Albin báró szerkesztésében megjelent Neues Illustrirtes Vaterländisches Ehrenbuch (Teschen, 1890) részére két cikket írt: Johann Arany ungarischer Dichter és Die Entwicklung der ungarischen Litteratur im XIX. Jahrhundert.

## Művei
- Gli elementi germanici della lingua italiana. Fiume, 1886. (Különnyomat a fiumei főgymn. Értesítőjéből.)
- Az olasz nyelv germán elemei. Budapest, 1888. (Különny. az Egy. Philol. Közlönyből; az előbbinek ujabb adatokkal bővített magyar kiadása.)

A fiumei főgimnáziumn 1890. évi Értesítőjében jelent meg Prima proposita d’indirizzo di Francesco Deák. (Deák első felirati javaslatának olasz fordítása, történeti bevezetéssel.)